# La festa in villaggio
La festa del villaggio (título original en italiano; en español, La fiesta del pueblo) es una ópera cómica en dos actos, con música de Vicente Martín y Soler según un libreto de Ferdinando Moretti. Se estrenó en el Ermitage de San Petersburgo el 26 de enero [antigua datación: 15 de enero] de 1798.
Se considera a La festa del villaggio como la última obra de Martín y Soler, compuesta en San Petersburgo. Esta ópera rara vez se representa en la actualidad; en las estadísticas de Operabase aparece con sólo una representación en el período 2005-2010.
En 2011, la compañía teatral Lirica Lado B  realizó la primera escenificación completa desde el siglo XVIII, en la Manzana de las Luces, Buenos Aires, Argentina